# جوزيف بونييه
جوزيف أرسين بونييه (بالفرنسية: Joseph-Arsène Bonnier) (ولد في 25 سبتمبر 1879 – تُوفي في 14 أغسطس 1962) كان رجل أعمال وسياسيًا كنديًا، شغل عضوية مجلس العموم الكندي عن دائرة هوشيليغا في مونتريال كممثل عن الحزب الليبرالي الكندي.

## الحياة المبكرة
وُلد بونييه في بلدة سانت كليمنت في كيبيك، وكان منخرطًا في عالم الأعمال قبل أن يدخل المجال السياسي.

## المسيرة السياسية
دخل بونييه البرلمان الفيدرالي لأول مرة من خلال انتخابات فرعية عام 1938 عن دائرة هوشيليغا، واستمر في تمثيل الدائرة في مجلس العموم حتى تقاعده في عام 1958. فاز بعدة انتخابات متتالية، مما يعكس دعمًا ثابتًا له من قِبل الناخبين.
خلال فترة خدمته البرلمانية، شارك في مناقشات متعلقة بالتنمية الاقتصادية والبنية التحتية الحضرية، وكان معروفًا بدعمه لقضايا كيبيك في السياق الفيدرالي الكندي.

## الوفاة
توفي جوزيف أرسين بونييه في 14 أغسطس 1962 عن عمر ناهز 82 عامًا.

## وصلات خارجية
- صفحة جوزيف-أرسين بونييه في موقع البرلمان الكندي
- موقع انتخابات كندا – نتائج الدائرة الانتخابية هوشيليغا